# Мішель Геретт
Мішель Геретт  (англ. Michelle Guerette; нар. 6 жовтня 1980) — американська веслувальниця, олімпійська медалістка.

## Виступи на Олімпіадах
| Олімпіада  | Дисципліна     | Місце |
| ---------- | -------------- | ----- |
| Афіни 2004 | четвірка парна | 5     |
| Пекін 2008 | одиночка       | 2     |